# Dominio (antropologia)
Il dominio (in inglese chiefdom e in francese chefferie) o capitanato è una qualsiasi comunità condotta da un individuo riconosciuto come capo. 
In antropologia, un modello di sviluppo sociale umano radicato nelle idee di evoluzione culturale descrive un dominio come una forma di organizzazione sociale più complessa di una tribù, e meno complessa di uno stato o di una civiltà. La definizione più succinta (ma anche più appropriata) di un dominio in antropologia appartiene a Robert Carneiro: "Un'unità politica autonoma che comprende un numero di villaggi o comunità sotto il controllo permanente di un capo". 
I domini sono caratterizzati da ineguaglianza pervasiva di persone e centralizzazione di autorità. Sono presenti almeno due classi sociali ereditarie (élite e gente comune), sebbene la classe sociale possa essere spesso acquisita in base al comportamento straordinario di un individuo.  Una singola linearità/familiare è quella che sancisce l'appartenenza all'élite, quella con la maggior influenza, potere, e prestigio.  La consanguineità è di solito il principio organizzativo, mentre il matrimonio, l'età, e il sesso possono far cambiare il ruolo e lo stato sociale di un individuo.
Un singolo e semplice dominio è generalmente composto da una comunità centrale circondata o confinante con un numero di comunità sussidiarie più piccole. Tutte queste comunità, formate da migliaia di individui, riconoscono l'autorità di un singolo gruppo guida o di un individuo con potere centralizzato ereditario, il quale agisce nella comunità primaria. Ogni comunità avrà i propri leader, che sono di solito in relazione tributaria o subordinata con l'élite appartenente alla comunità primaria.
Un dominio complesso è un gruppo di dominio semplici controllati da un singolo nucleo, e comandati da un capo superiore. I domini complessi hanno due o anche tre livelli di gerarchia politica. I nobili sono chiaramente distinti dalle persone comuni e di solito non si impegnano in alcuna forma di produzione agricola. I membri più altolocati della società consumano la maggior parte dei beni che sono trasmessi dai livelli più bassi ai più alti come tributo.  I nobili assolvono obbligazioni reciproche partecipando a rituali loro riservati. Possono anche fare donativi, ridistribuzioni simboliche di cibo e altri beni. Nei domini a due o tre livelli, i capi di rango più alto hanno il controllo su di un certo numero di individui di rango inferiore, ognuno dei quali controlla uno specifico territorio o specifiche unità. Il controllo politico dipende dall'abilità del capo nel mantenere accesso ad una quantità sufficientemente elevata di tributi, prelevandoli dai capi di rango meno elevato.  Questi capi di rango meno elevato prelevano a loro volta da quelli al di sotto di loro, le comunità basali.  All'apice dello stato gerarchico si trova il capo supremo.
I domini sono stati presentati dagli antropologi e dagli archeologi come forme di organizzazione sociale relativamente instabili. Essi sono propensi a cicli di collasso e rinnovamento, nei quali le unità tribali si uniscono, espandendo il loro potere, si frammentano attraverso alcune forme di stress sociale, e si riuniscono nuovamente.
Un esempio di questo tipo di organizzazione sociale sarebbero i popoli germanici che conquistarono l'Impero romano occidentale nel V secolo d.C.  Sebbene comunemente ci si riferisca a loro come a tribù, i popoli germanici non erano per definizione antropologica delle vere tribù, ma dei domini. Essi avevano una gerarchia sociale complessa formata dai re, dall'aristocrazia dei guerrieri, dai liberi, dai servi e infine dagli schiavi.